# 珍珠线
珍珠线是马来西亚槟城州一条建設中的轻快铁路线。这条29.5公里长的路线将由乔治市跨海连接至威省，及将连接乔治市市中心、槟城国际机场和南部正在填海的硅岛。该项目最初定名为峇六拜轻快铁，是槟城州政府于2015年推出的槟城交通总体规划（PTMP）的其中一项发展项目。该项目设想了一条大致南北走向的轻快铁线路，沿着槟岛人口密集的东岸延伸。峇六拜轻快铁原设计全長近30公里，轻快铁珍珠线总长29.5公里，设有21个站点，其中20个站点位于槟岛和矽谷岛，另一个位于北海中环广场（Penang Sentral）。马来西亚联邦政府于2019年宣布有条件批准该项目，并也获得了当地居民的大力支持。该路线原定于2020年开始施工，但因爆发2019冠状病毒病疫情和落实行动管制令，及喜来登政变后由希望联盟领导的州政府和国民联盟执政的联邦政府之间关系紧张，而导致建设工程延误。在2022年大选之后，新当选的首相安华于2023年5月宣布，将提供额外的联邦政府资金，以加快建设峇六拜轻快铁。经过数月的研究后，2024年，联邦政府宣布从州政府手中接管现已更名的珍珠线。其路线经过大幅度重新设计，并增加了连接光大和位于北海的槟城中环广场的6公里跨海段。这条29.5公里长的轻快铁路线将设有21相关报道个车站，预计将在2031年12月31日前建成。

## 車站
以下是珍珠线的车站，从起点到终点有:
峇东 （起点）,
槟城国际机场,
过山河,
峇六拜工业区,
南部工业区,
登雅路,
槟州国际会展中心,
武吉占姆,
双溪里蒙,
双溪赖,
峇都蛮大学路,
牛汝莪,
槟城海滨,
日落洞东区,
双溪槟郎,
斯里槟榔镇,
五条路,
光大和槟城中环广场（终点）